# Pedro de Santiago
Fray Pedro de Santiago (Santiago de la Puebla, Salamanca - † Monasterio de San Bartolomé (Lupiana), Guadalajara, 9 de mayo de 1611), fue un religioso español, General de la Orden de San Jerónimo desde 1609 hasta su fallecimiento en 1611.